# Judith Light

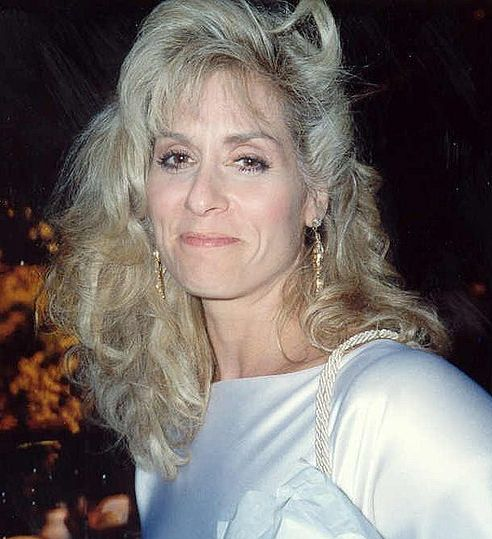
Judith Light 1989.

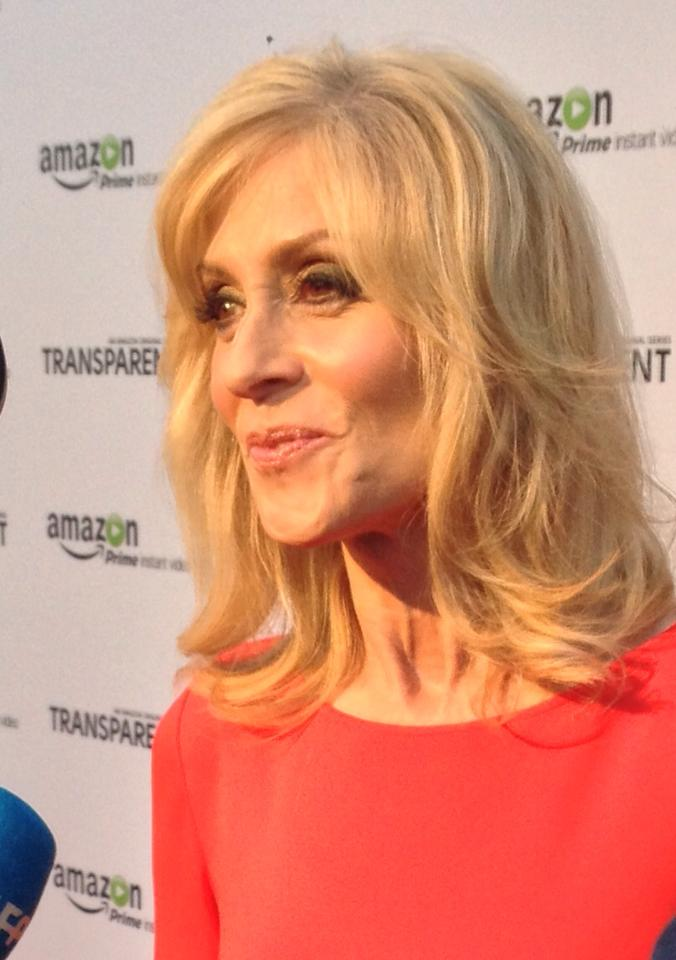
Judith Light 2015.

Judith Light, född 9 februari 1949 i Trenton, New Jersey, är en amerikansk skådespelerska och producent. Hon har spelat Angela Bower i Who's the Boss? och mellan 2006 och 2010 spelade hon Claire Meade i TV-serien Ugly Betty.

## Filmografi i urval
- 1984–1992 – Who's the Boss? (TV-serie)
- 1994 – Mot sin vilja
- 1995 – Lady Killer
- 1998 – Carriers
- 2000 – Josef: Drömmarnas Konung (röst)
- 2002–2010 – Law & Order: Special Victims Unit (TV-serie) (25 avsnitt)
- 2006–2010 – Ugly Betty (TV-serie)
- 2013–2014 – Dallas (TV-serie)
- 2014–2015 – Transparent (TV-serie)